# Freisitz

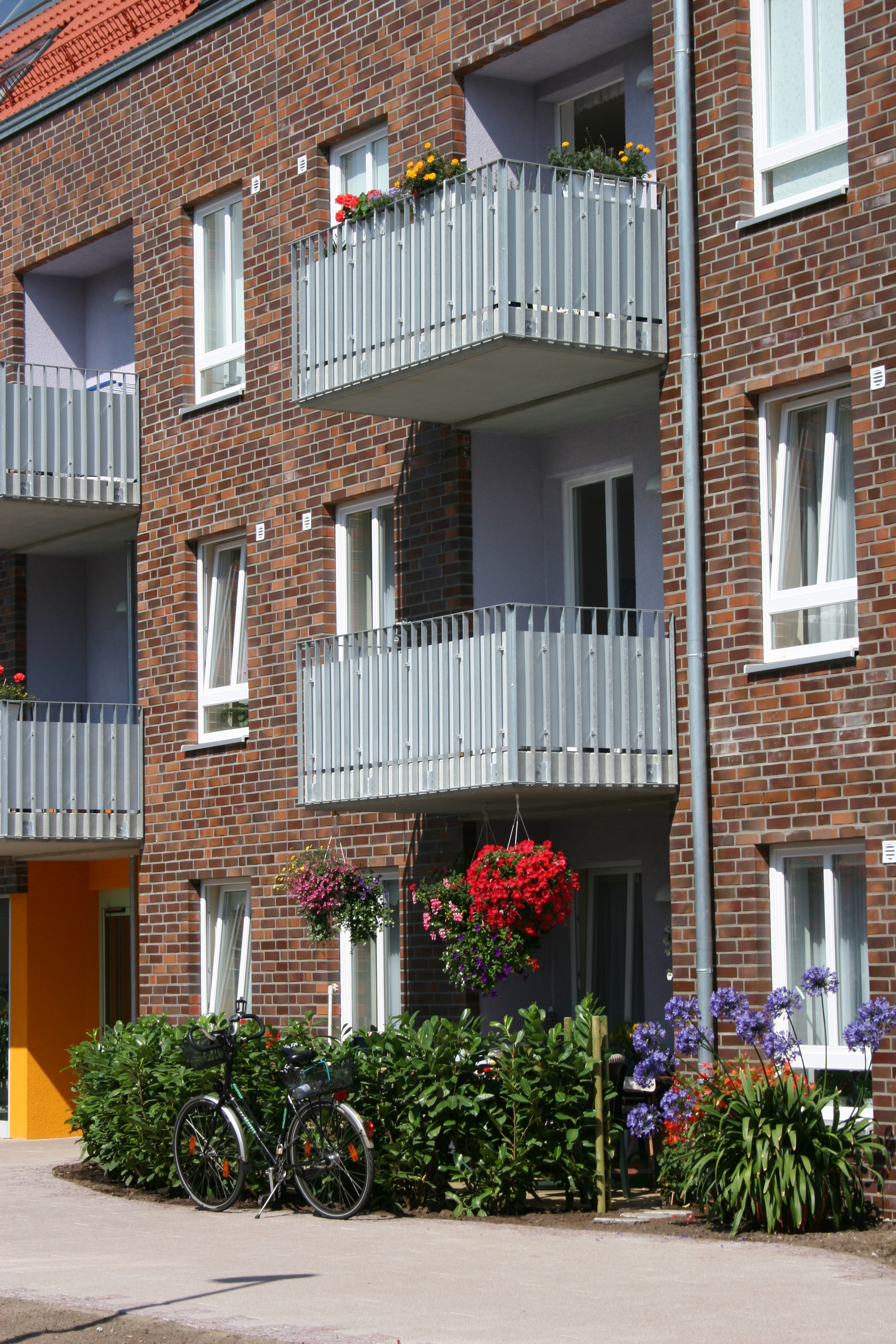
Freisitze – Balkone und Terrassen

Ein Freisitz ist eine räumliche oder bauliche Vorrichtung für einen temporären, meist aber längerfristigen (in der Regel sitzenden) Aufenthalt an der frischen Luft. Im Wohnungsbau zählt er als Außenwohnfläche zur (auch qualitativen) Wohnraumerweiterung.

## Beispiele
Zu den Freisitzen zählen:
- Terrassen (ohne Überdachung)
- Mit Überdachung wird die Terrasse zu einer Veranda
- Balkone sind in den oberen Geschossen eines Gebäudes der Fassade vorgebaut, sowie an mindestens einer, meist aber an zwei oder drei Seiten vollständig geöffnet
- Söller oder Altane, ruht im Gegensatz zum Balkon auf Pfeilern, Säulen oder einem darunterliegenden Gebäudeteil
- Loggien sind im Gegensatz zum Balkon ins Gebäude eingezogen und üblicherweise an drei Seiten von diesem umschlossen; auch die vierte Seite ist in der Regel nicht vollständig geöffnet, sondern teilweise durch Brüstungsmauern, Stürze oder Mauerbögen begrenzt
- Ein erhöhter, terrassenartiger Vorbau vor dem Hauseingang ist ein Beischlag
- Auch Laubengänge können als Freisitz genutzt werden, wenn sie dafür genügend Aufenthaltsfläche bieten. Konstruktiv mit den Balkonen verwandt, handelt es sich bei Laubengängen um offene Gänge, die in erster Linie der Erschließung von Räumen oder Wohnungen dienen.
- Als Freisitz wird auch der nicht überbaute, aber überdachte Teil einer Gartenlaube bezeichnet. Diese Fläche einer Gartenlaube (eines Gartenhauses) in einem gemeinnützigen Kleingartenverein darf, zusammen mit der überbauten Fläche der Gartenlaube, eine Gesamtfläche von 24 m² nicht überschreiten (§ 3 Abs. 2 Bundeskleingartengesetz). Die vor Inkrafttreten des Gesetzes errichteten Lauben, die die vorgesehene Größe überschreiten, können nach BKleingG §18 Absatz 1 unverändert genutzt werden. Zum Freisitz gehören nicht die üblichen Dachüberstände der Gartenlauben.

## Nutzbarkeit
Insbesondere folgende Faktoren tragen zur Qualität eines Freisitzes bei:
- Ausrichtung, Lichteinfall und Ausblickmöglichkeiten, gegebenenfalls Besonnung
- gegebenenfalls Schutz vor Wind, Regen, Sonne, Lärm und Luftverschmutzung, sowie Diebstahl und Vandalismus.
- Sichtschutz gegenüber Nachbarn und Passanten
- Abtrenn- und Absperrbarkeit, z. B. mit einem Rollladen oder einem Rollgitter
- Erweiterbarkeit z. B. mit einer Terrasse, einer Markise oder einem Vordach
- Ausreichende Größe
- Lage und Wohnumfeld
- gegebenenfalls Kommunikationsmöglichkeiten